# پوست الاغ (فیلم)
پوست الاغ (انگلیسی: Donkey Skin) نام فیلم موزیکالی محصول سال ۱۹۷۰ کشور فرانسه به کارگردان ژاک دمی است.

## بازیگران
- کاترین دنو
- ژان ماره
- ژاک پرن
- دلفین سیریگ
- برنار موسون